# 米歇尔·罗贝尔
米歇尔·罗贝尔（法語：Michel Robert，1948年12月24日—），法国男子马术运动员。他曾代表法国参加1972年、1988年和1992年夏季奥林匹克运动会马术比赛，共获得二枚铜牌。